# さいぼし

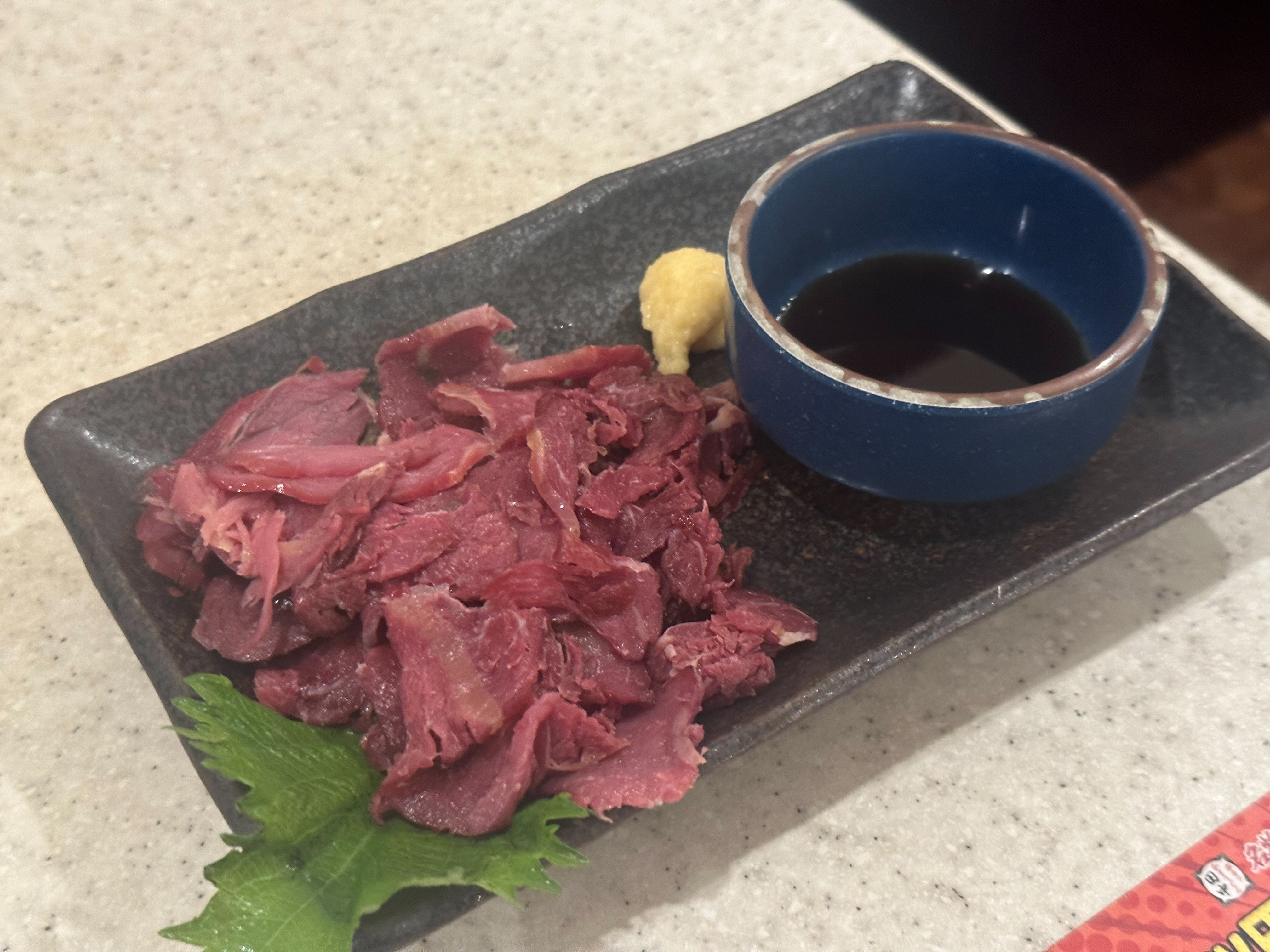
さいぼし

さいぼしとは、馬肉を乾物や燻製にした日本の食品である。

## 概要
牛馬の解体に携わってきた者により伝えられる保存食である。乾燥や燻煙の程度はさまざまであり、生に近いものはそのまま薄く切って生姜醤油で、固いものは叩いて柔らかくしてからするめのように軽く焙って食べる。食味としてはローストビーフやビーフジャーキーなどに通ずるものがあり、上質なものは美味である。

## 語源
「竿干し」、「裂き干し」の転訛という説がある。江戸時代の津山藩（岡山県津山市）では干し肉のことを指し、竿を使って干した「さおぼし」という言葉が変化したものとされる。
大阪南部でも盛んに食されており、羽曳野市や松原市の天美北方面などでは有名である。